# Класификация на бозайниците
Класификацията на бозайниците включва над 5000 вида обединени в 425 семейства и 25 разреда. Съществуват няколко различни класификации. По-долу е приложена една от тях, включваща всички семейства от клас Бозайници (Mammalia).

## Класификация
Клас Бозайници 
- Подклас †Australosphenida Luo, Cifelli, & Kielan-Jaworowska, 2001
  - Разред †Ausktribosphenida
    - Семейство †Ausktribosphenidae Rich, Flannery, Trusler, Kool, van Klaveren & Vickers-Rich, 2001
- Подклас †Неопределен
  - Разред †Docodonta Kretzoi, 1958
    - Семейство †Docodontidae Simpson, 1929

  - Разред †Gondwanatheria
    - Семейство †Ferugliotheriidae
    - Семейство †Sudamericidae

  - Разред †Haramiyida Hahn, Sigogneau-Russell & Wouters, 1989
    - Подразред †Haramiyoidea
      - Семейство †Haramiyaviidae
      - Семейство †Haramiyidae
      - Семейство †Eleutherodontidae

    - Подразред †Theroteinida
      - Семейство †Theroteinidae

  - Разред †Многотуберкулови (Multituberculata)
    - Подразред †Cimolodonta
      - Надсемейство †Djadochtatherioidea
        - Семейство †Djadochtatheriidae
        - Семейство †Sloanbaataridae

      - Надсемейство †Ptilodontoidea
        - Семейство †Cimolodontidae
        - Семейство †Neoplagiaulacidae
        - Семейство †Ptilodontidae

      - Надсемейство †Taeniolabidoidea
        - Семейство †Taeniolabididae

    - Подразред †Plagiaulacida
      - Семейство †Allodontidae
      - Семейство †Zofiabaataridae
      - Семейство †Paulchoffatiidae
      - Семейство †Hahnodontidae
      - Семейство †Pinheirodontidae
      - Семейство †Plagiaulacidae
      - Семейство †Albionbaataridae
      - Семейство †Eobaataridae

  - Разред †Triconodonta Osborn, 1889
    - Семейство †Amphilestidae
    - Семейство †Jeholodentidae
    - Семейство †Gobiconodontidae
    - Семейство †Repenomamidae
    - Семейство †Triconodontidae

  - Разред †Volaticotheria
    - Семейство †Volaticotheriidae
- Подклас Първични бозайници (Prototheria) Gill, 1872
  - Разред Еднопроходни (Monotremata) C.L. Bonaparte, 1837
    - Семейство †Kollikodontidae Flannery, 1995
    - Семейство Птицечовки (Ornithorhynchidae) Gray, 1825
    - Семейство Ехидни (Tachyglossidae) Gill, 1872
- Подклас Живородни бозайници (Theria) Parker & Haswell, 1897
  - Инфраклас Торбести (Marsupialia, Metatheria) Illiger, 1811
    - Надразред Eometatheria
      - Разред †Yalkaparidontia Archer, Hand & Godthelp, 1988
        - Семейство †Yalkaparidontidae Archer, Hand & Godthelp, 1988

    - Надразред Американски торбести (Ameridelphia) Szalay, 1982
      - Разред Плъхоподобни опосуми (Paucituberculata) Ameghino, 1894
        - Семейство Ценолестесови (Caenolestidae) Trouessart, 1898

      - Разред Опосумоподобни (Didelphimorphia) Gill, 1872
        - Семейство †Derorhynchidae
        - Семейство †Sparassocynidae
        - Семейство Опосумови (Didelphidae)

    - Надразред Австралийски торбести (Australidelphia) Szalay, 1982
      - Разред †Sparassodonta Ameghino, 1884
        - Семейство †Borhyaenidae
        - Семейство †Hathliacynidae
        - Семейство †Mayulestidae
        - Семейство †Proborhyaenidae
        - Семейство †Prothylacinidae
        - Семейство †Thylacosmilidae

      - Разред Хищни торбести (Dasyuromorphia) Gill, 1872
        - Семейство †Thylacinidae Bonaparte, 1838
        - Семейство Торбести мишки (Dasyuridae) Goldfuss, 1820
        - Семейство Нумбати (Myrmecobiidae) Waterhouse, 1841

      - Разред Двурезцови торбести (Diprotodontia) Owen, 1866
        - Подразред Кенгуроподобни (Macropodiformes) Ameghino, 1889
          - Надсемейство Macropodoidea
            - Семейство †Balbaridae
            - Семейство Hypsiprymnodontidae
            - Семейство Кенгурови (Macropodidae) Gray, 1821
            - Семейство Плъховидни кенгурута (Potoroidae) Gray, 1821

        - Подразред Посуми (Phalangeriformes) Szalay, 1982
          - Надсемейство Petauroidea Bonaparte, 1838
            - Семейство Acrobatidae
            - Семейство Торбести летящи катерици (Petauridae)
            - Семейство Пръстеноопашати посуми (Pseudocheiridae)
            - Семейство Tarsipedidae

          - Надсемейство Phalangeroidea Thomas, 1888
            - Семейство Посуми джуджета (Burramyidae)
            - Семейство Лазещи торбести (Phalangeridae)

        - Подразред Вомбатоподобни (Vombatiformes) Burnett, 1830
          - Семейство †Diprotodontidae
          - Семейство †Maradidae
          - Семейство Коалови (Phascolarctidae)
          - Семейство Вомбати (Vombatidae)

      - Разред Микробиотериди (Microbiotheria) Ameghino, 1889
        - Семейство Чилийски опосуми (Microbiotheriidae) Ameghino, 1887

      - Разред Торбести къртици (Notoryctemorphia) Kirsch, 1977
        - Семейство Торбести къртици (Notoryctidae) Ogilby, 1892

      - Разред Бандикутоподобни (Peramelemorphia) Ameghino, 1889
        - Семейство †Chaeropodidae Gill, 1872
        - Семейство †Yaralidae Muirhead, 2000
        - Семейство Бандикути (Peramelidae) Gray, 1825
        - Семейство Thylacomyidae Bensley, 1903

  - Инфраклас Плацентни (Placentalia, Eutheria) Thomas Henry Huxley, 1880
    - Надразред †Meridiungulata McKenna, 1975
      - Разред †Pyrotheria Ameghino, 1895
        - Семейство †Pyrotheriidae

      - Разред †Astrapotheria Lydekker, 1894
        - Семейство †Astrapotheriidae
        - Семейство †Eoastrapostylopidae
        - Семейство †Trigonostylopidae

      - Разред †Южноамерикански копитни (Notoungulata) Roth, 1903
        - Подразред †Hegetotheria
          - Семейство †Archaeohyracidae
          - Семейство †Hegetotheriidae

        - Подразред †Notioprogonia
          - Семейство †Henricosborniidae
          - Семейство †Notostylopidae

        - Подразред †Toxodonta
          - Семейство †Isotemnidae
          - Семейство †Leontiniidae
          - Семейство †Notohippidae
          - Семейство †Токсодонови (Toxodontidae)
          - Семейство †Homalodotheriidae

        - Подразред †Typotheria
          - Семейство †Archaeopithecidae
          - Семейство †Oldfieldthomasiidae
          - Семейство †Interatheriidae
          - Семейство †Campanorcidae
          - Семейство †Mesotheriidae

      - Разред †Litopterna Ameghino, 1889
        - Семейство †Protolipternidae
        - Семейство †Macraucheniidae
        - Семейство †Notonychopidae
        - Семейство †Adianthidae
        - Семейство †Proterotheriidae

    - Надразред Afrotheria
      - Разред †Desmostylia
        - Семейство †Desmostylidae
        - Семейство †Paleoparadoxiidae

      - Разред †Embrithopoda Andrews, 1904
        - Семейство †Arsinoitheriidae
        - Семейство †Phenacolophidae

      - Разред Afrosoricida
        - Подразред Златни къртици (Chrysochloridea)
          - Семейство Златни къртици (Chrysochloridae)

        - Подразред Тенрекоподобни (Tenrecomorpha) Butler, 1972
          - Семейство Тенрекови (Tenrecidae) Gray, 1821

      - Разред Дамани (Hyracoidea) Huxley, 1869
        - Семейство Даманови (Procaviidae)

      - Разред Слонски земеровки (Macroscelidea) Butler, 1956
        - Семейство Слонски земеровки (Macroscelididae)

      - Разред Хоботни (Proboscidea) Illiger, 1811
        - Семейство †Anthracobunidae
        - Семейство †Deinotheriidae
        - Семейство †Gomphotheriidae
        - Семейство †Mammutidae
        - Семейство †Moeritheriidae
        - Семейство †Stegodontidae
        - Семейство Слонове (Elephantidae)

      - Разред Сирени (Sirenia) Illiger, 1811
        - Семейство †Prorastomidae
        - Семейство †Protosirenidae
        - Семейство Дюгонови (Dugongidae)
        - Семейство Ламантинови (Trichechidae)

      - Разред Тръбозъбоподобни (Tubulidentata) Huxley, 1872
        - Семейство Тръбозъбови (Orycteropodidae) Pallas, 1766

    - Надразред Laurasiatheria Gill, 1872
      - Разред †Cimolesta McKenna, 1975
        - Подразред †Didelphodonta
          - Семейство †Cimolestidae

        - Подразред †Pantodonta
          - Семейство †Barylambdidae
          - Семейство †Coryphodontidae
          - Семейство †Pantolambdidae
          - Семейство †Titanoideidae

        - Подразред †Pantolesta
          - Семейство †Paroxyclaenidae
          - Семейство †Pantolestidae

        - Подразред †Taeniodonta
          - Семейство †Stylinodontidae

        - Подразред †Tillodontia
          - Семейство †Esthonychidae

      - Разред †Condylarthra
        - Семейство †Arctocyonidae
        - Семейство †Hyopsodontidae

      - Разред †Креодонти (Creodonta) Cope, 1875
        - Семейство †Oxyaenidae
        - Семейство †Hyaenodontidae

      - Разред †Mesonychia
        - Семейство †Hapalodectidae
        - Семейство †Mesonychidae
        - Семейство †Triisodontidae

      - Разред Таралежоподобни (Erinaceomorpha) Gregory, 1910
        - Семейство †Amphilemuridae Hill, 1953
        - Семейство Таралежови (Erinaceidae) G. Fischer, 1814

      - Разред Земеровкоподобни (Soricomorpha) Gregory, 1910
        - Семейство †Nesophontidae Anthony, 1916
        - Семейство Solenodontidae Brandt, 1833
        - Семейство Земеровкови (Soricidae) G. Fischer, 1814
        - Семейство Къртицови (Talpidae)

      - Разред Чифтокопитни (Artiodactyla) Owen, 1848
        - Подразред Мазолестоноги (Tylopoda)
          - Семейство †Agriochoeridae
          - Семейство †Anoplotheriidae
          - Семейство †Cainotheriidae
          - Семейство †Cebochoeridae
          - Семейство †Dichobunidae
          - Семейство †Helohyidae
          - Семейство †Merycoidodontidae
          - Семейство †Oromerycidae
          - Семейство †Protoceratidae
          - Семейство †Xiphodontidae
          - Семейство Камилови (Camelidae)

        - Подразред Непреживни (Suina, Nonruminantia)
          - Семейство †Choeropotamidae
          - Семейство †Entelodontidae
          - Семейство †Sanitheriidae
          - Семейство Хипопотамови (Hippopotamidae)
          - Семейство Свине (Suidae)
          - Семейство Пекариеви (Tayassuidae)

        - Подразред Преживни (Ruminantia) Scopoli, 1777
          - Семейство Вилорогови (Antilocapridae)
          - Семейство Кухороги (Bovidae)
          - Семейство Еленови (Cervidae)
          - Семейство Жирафови (Giraffidae)
          - Семейство Кабаргови (Moschidae)
          - Семейство Мишевидни елени (Tragulidae)

      - Разред Хищници (Carnivora) Bowdich, 1821
        - Подразред †Miacoidea
          - Семейство †Miacidae
          - Семейство †Viverravidae

        - Подразред Кучеподобни (Caniformia) Kretzoi, 1938
          - Семейство †Amphicyonidae
          - Семейство Кучеви (Canidae)
          - Надсемейство Ursoidea
            - Семейство †Hemicyonidae
            - Семейство Мечкови (Ursidae)

          - Надсемейство Перконоги (Pinnipedia)
            - Семейство †Enaliarctidae
            - Семейство Същински тюлени (Phocidae)
            - Семейство Моржови (Odobenidae)
            - Семейство Ушати тюлени (Otariidae)

          - Надсемейство Пороподобни (Musteloidea)
            - Семейство Червени панди (Ailuridae)
            - Семейство Скунксови (Mephitidae)
            - Семейство Порови (Mustelidae)
            - Семейство Енотови (Procyonidae)

        - Подразред Коткоподобни (Feliformia) Kretzoi, 1945
          - Семейство †Stenoplesictidae
          - Семейство †Percrocutidae
          - Семейство †Nimravidae
          - Семейство Африкански палмови цивети (Nandiniidae) Pocock, 1929
          - Надсемейство Feloidea
            - Семейство †Barbourofelidae
            - Семейство Prionodontidae
            - Семейство Коткови (Felidae) G. Fischer, 1817

          - Инфраразред Viverroidea
            - Семейство Виверови (Viverridae) Gray, 1821
            - Надсемейство Herpestoidea
              - Семейство Хиенови (Hyaenidae) Gray, 1821
              - Семейство Мадагаскарски мангустоподобни (Eupleridae) Chenu, 1850
              - Семейство Мангустови (Herpestidae) Bonaparte, 1845

      - Разред Китоподобни (Cetacea) Brisson, 1762
        - Подразред Беззъби китове (Mysticeti)
          - Семейство †Cetotheriidae
          - Семейство †Janjucetidae
          - Семейство Гладки китове (Balaenidae)
          - Семейство Ивичести китове (Balaenopteridae)
          - Семейство Сиви китове (Eschrichtiidae)
          - Семейство Neobalaenidae

        - Подразред Зъбати китове (Odontoceti)
          - Инфраразред †Eurhinodelphinida Fordyce & Muizon, 2001
            - Надсемейство †Eurhinodelphinoidea Muizon, 1988
              - Семейство †Eoplatanistidae
              - Семейство †Eurhinodelphinidae

          - Инфраразред Delphinida Muizon, 1984
            - Надсемейство †Lipotoidea
              - Семейство †Lipotidae Zhou, Qian & Li, 1978

            - Надсемейство Delphinoidea Flower, 1865
              - Семейство †Albireonidae
              - Семейство †Kentriodontidae
              - Семейство †Odobenocetopsidae
              - Семейство Делфинови (Delphinidae)
              - Семейство Нарвали (Monodontidae)
              - Семейство Морски свине (Phocoenidae)

            - Надсемейство Inioidea Muizon, 1988
              - Семейство Iniidae
              - Семейство Pontoporiidae

          - Инфраразред Physeterida Muizon, 1988
            - Надсемейство Physeteroidea Gray, 1821
              - Семейство Кашалоти джуджета (Kogiidae) Gill, 1871
              - Семейство Кашалотови (Physeteridae) Gray, 1821

            - Надсемейство Ziphioidea
              - Семейство Клюномуцунести китове (Ziphiidae) Gray, 1850

          - Инфраразред Platanistida
            - Надсемейство Речни делфини (Platanistoidea) Gray, 1846
              - Семейство †Allodelphinidae
              - Семейство †Dalpiazinidae
              - Семейство †Prosqualodontidae
              - Семейство †Squalodelphinidae
              - Семейство †Squalodontidae
              - Семейство †Waipatiidae
              - Семейство Platanistidae

      - Разред Прилепи (Chiroptera) Blumenbach, 1779
        - Подразред Megachiroptera Dobson, 1875
          - Семейство Плодоядни прилепи (Pteropodidae) Gray, 1872

        - Подразред Microchiroptera Dobson, 1875
          - Надсемейство Emballonuroidea
            - Семейство Emballonuridae

          - Надсемейство Molossoidea
            - Семейство Antrozoidae
            - Семейство Булдогови прилепи (Molossidae)

          - Надсемейство Nataloidea
            - Семейство Furipteridae
            - Семейство Myzopodidae
            - Семейство Natalidae
            - Семейство Thyropteridae

          - Надсемейство Noctilionoidea
            - Семейство Mormoopidae
            - Семейство Mystacinidae
            - Семейство Noctilionidae
            - Семейство Американски листоноси прилепи (Phyllostomidae)

          - Надсемейство Rhinolophoidea
            - Семейство Hipposideridae
            - Семейство Megadermatidae
            - Семейство Nycteridae
            - Семейство Подковоносови (Rhinolophidae)

          - Надсемейство Rhinopomatoidea Bonaparte, 1838
            - Семейство Craseonycteridae
            - Семейство Rhinopomatidae

          - Надсемейство Vespertilionoidea
            - Семейство Гладконоси прилепи (Vespertilionidae)

      - Разред Нечифтокопитни (Perissodactyla)
        - Семейство †Anchilophidae
        - Семейство †Brontotheriidae
        - Семейство †Chalicotheriidae
        - Семейство †Deperetellidae
        - Семейство †Eomoropidae
        - Семейство †Helaletidae
        - Семейство †Hyracodontidae
        - Семейство †Isectolophidae
        - Семейство †Lophialetidae
        - Семейство †Lophiodontidae
        - Семейство †Palaeotheriidae
        - Подразред Hippomorpha
          - Семейство Коне (Equidae) Gray, 1821

        - Подразред Ceratomorpha
          - Надсемейство Rhinocerotoidea
            - Семейство Носорогови (Rhinocerotidae) Gray, 1820

          - Надсемейство Tapiroidea
            - Семейство Тапирови (Tapiridae) Gray, 1821

      - Разред Панголини (Pholidota) Weber, 1904
        - Семейство †Patriomanidae
        - Семейство Панголинови (Manidae) Gray, 1821

    - Надразред Непълнозъби (Xenarthra) Cope, 1889
      - Разред Броненосци (Cingulata) Illiger, 1811
        - Семейство †Glyptodontidae
        - Семейство †Pampatheriidae
        - Семейство †Peltephilidae
        - Семейство Броненосцови (Dasypodidae) Gray, 1821

      - Разред Pilosa Flower, 1883
        - Подразред Ленивци (Folivora) Delsuc, 2001
          - Семейство †Megatheriidae
          - Семейство †Mylodontidae
          - Семейство †Orophodontidae
          - Семейство †Scelidotheriidae
          - Семейство Трипръсти ленивци (Bradypodidae)
          - Семейство Двупръсти ленивци (Megalonychidae)

        - Подразред Vermilingua
          - Семейство Cyclopedidae
          - Семейство Мравояди (Myrmecophagidae) Gray, 1825

    - Надразред Euarchontoglires
      - Разред †Plesiadapiformes
        - Семейство †Micromomyidae
        - Надсемейство †Paromomyoidea
          - Семейство †Paromomyidae
          - Семейство †Picromomyidae
          - Семейство †Palaechthonidae
          - Семейство †Picrodontidae
          - Семейство †Microsyopidae

        - Надсемейство †Plesiadapoidea
          - Семейство †Chronolestidae
          - Семейство †Plesiadapidae

        - Надсемейство †Carpolestoidea
          - Семейство †Carpolestidae

      - Разред Кожокрили (Dermoptera) Illiger, 1811
        - Семейство †Mixodectidae
        - Семейство †Plagiomenidae
        - Семейство Кожокрилови (Cynocephalidae)

      - Разред Зайцевидни (Lagomorpha) Brandt, 1855
        - Семейство †Prolagidae
        - Семейство Зайцови (Leporidae) Fischer de Waldheim, 1817
        - Семейство Сеносъбирачи (Ochotonidae) Thomas, 1897

      - Разред Гризачи (Rodentia) Bowdich, 1821
        - Подразред Anomaluromorpha Bugge, 1974
          - Семейство Шипоопашати гризачи (Anomaluridae) Gervais in d'Orbigny, 1849
          - Семейство Дългокраки (Pedetidae) Gray, 1825

        - Подразред Castorimorpha A.E. Wood, 1955
          - Надсемейство Castoroidea
            - Семейство †Eutypomyidae Miller & Gidley, 1918
            - Семейство †Rhizospalacidae Thaler, 1966
            - Семейство Боброви (Castoridae) Hemprich, 1820

          - Инфраразред Geomorpha
            - Надсемейство †Eomyoidea
              - Семейство †Eomyidae Winge, 1887

            - Надсемейство Geomyoidea
              - Семейство †Florentiamyidae A.E. Wood, 1936
              - Семейство †Entoptychidae
              - Семейство Гоферови (Geomyidae) Bonaparte, 1845
              - Семейство Торбести скокливци (Heteromyidae) Gray, 1868

        - Подразред Hystricomorpha
          - Инфраразред Ctenodactylomorphi
            - Семейство Гребенопръсти (Ctenodactylidae)

          - Инфраразред Бодливосвинчеви (Hystricognathi)
            - Семейство †Bathyergoididae
            - Семейство †Diamantomyidae
            - Семейство †Eocardiidae
            - Семейство †Heptaxodontidae
            - Семейство †Kenyamyidae
            - Семейство †Myophiomyidae
            - Семейство †Neoepiblemidae
            - Семейство †Phiomyidae
            - Семейство Чинчилови плъхове (Abrocomidae) Miller and Gidley, 1918
            - Семейство Bathyergidae Waterhouse, 1841
            - Семейство Хутиеви (Capromyidae) Smith, 1842
            - Семейство Свинчета (Caviidae) Fischer de Waldheim, 1817
            - Семейство Чинчилови (Chinchillidae) Bennett, 1833
            - Семейство Тукотукови (Ctenomyidae) Lesson, 1842
            - Семейство Пакови (Cuniculidae) Miller & Gidley 1918
            - Семейство Агутиеви (Dasyproctidae) Bonaparte, 1838
            - Семейство Пакаранови (Dinomyidae) Peters, 1873
            - Семейство Бодливи плъхове (Echimyidae) Gray, 1825
            - Семейство Дървесни бодливи свинчета (Erethizontidae)
            - Семейство Бодливи свинчета (Hystricidae) Fischer de Waldheim, 1817
            - Семейство Нутриеви (Myocastoridae) Ameghino, 1902
            - Семейство Лъжливи плъхове (Octodontidae) (Waterhouse, 1839)
            - Семейство Скални плъхове (Petromuridae) Tullberg, 1899
            - Семейство Тръстикови плъхове (Thryonomyidae) Pocock, 1922

        - Подразред Myomorpha
          - Надсемейство Dipodoidea Fischer de Waldheim, 1817
            - Семейство Тушканчикови (Dipodidae) Fischer de Waldheim, 1817

          - Надсемейство Muroidea Illiger, 1811
            - Семейство Мишеподобни хамстери (Calomyscidae) Vorontsov & Potapova, 1979
            - Семейство Хомякови (Cricetidae) J. Fischer, 1817
            - Семейство Мишкови (Muridae) Illiger, 1811
            - Семейство Nesomyidae Major, 1897
            - Семейство Бодливи сънливци (Platacanthomyidae)
            - Семейство Слепи кучета (Spalacidae) Gray, 1821

        - Подразред Sciuromorpha
          - Семейство †Mylagaulidae Cope, 1881
          - Семейство Планински бобри (Aplodontiidae) Brandt, 1855
          - Семейство Сънливцови (Gliridae) Muirhead & Brewster, 1819
          - Семейство Катерицови (Sciuridae) Fischer de Waldheim, 1817

      - Разред Тупайоподобни (Scandentia) Wagner, 1855
        - Семейство Пероопашати тупаи (Ptilocercidae) Lyon, 1913
        - Семейство Същински тупаи (Tupaiidae) Gray, 1825

      - Разред Примати (Primates) Linnaeus, 1758
        - Подразред Полумаймуни (Strepsirrhini) E. Geoffroy, 1812
          - Инфраразред †Adapiformes Szalay & Delson, 1979
            - Семейство †Adapidae Trouessart, 1879
            - Семейство †Notharctidae Édouard L. Trouessart, 1879
            - Семейство †Sivaladapidae Thomas & Verma, 1979

          - Инфраразред Лемуроподобни (Lemuriformes) John E. Gray, 1821
            - Надсемейство Лемури джуджета (Cheirogaleoidea) John E. Gray, 1821
              - Семейство Лемури джуджета (Cheirogaleidae) John E. Gray, 1873

            - Надсемейство Lemuroidea John E. Gray, 1821
              - Семейство †Archaeolemuridae G. Grandidier, 1905
              - Семейство †Megaladapidae Standing, 1905
              - Семейство †Palaeopropithecidae G. Grandidier, 1899b
              - Семейство Лемурови (Lemuridae) John E. Gray, 1821
              - Семейство Тънкотели лемури (Lepilemuridae) John E. Gray, 1870
              - Семейство Индриеви (Indriidae) Burnett, 1828

          - Инфраразред Ръконожкоподобни (Chiromyiformes) Anthony & Coupin, 1931
            - Семейство Ръконожки (Daubentoniidae) John E. Gray, 1863

          - Инфраразред Лориподобни (Lorisiformes) William K. Gregory, 1915
            - Семейство Лориеви (Lorisidae) John E. Gray, 1821
            - Семейство Галагови (Galagidae) John E. Gray, 1825

        - Подразред Маймуни (Haplorrhini) Reginald I. Pocock, 1918
          - Инфраразред Дългопетоподобни (Tarsiiformes) William K. Gregory, 1915
            - Семейство †Afrotarsiidae Ginsburg & Mein, 1987
            - Семейство †Omomyidae Édouard L. Trouessart, 1879
            - Семейство Дългопетови (Tarsiidae) John E. Gray, 1825

          - Инфраразред Същински маймуни (Simiiformes) Ernst Haeckel, 1866
            - Парворазред Широконоси маймуни (Platyrrhini) E. Geoffroy, 1812
              - Семейство Капуцинови (Cebidae) Bonaparte, 1831
              - Семейство Остроноктести маймуни (Callitrichidae) Gray, 1821
              - Семейство Нощни маймуни (Aotidae) Poche, 1908
              - Семейство Сакови (Pitheciidae) Mivart, 1865
              - Семейство Паякообразни маймуни (Atelidae) John E. Gray, 1825

            - Парворазред Тесноноси маймуни (Catarrhini) É. Geoffroy, 1812
              - Надсемейство †Dendropithecoidea Harrison, 2002
                - Семейство †Dendropithecidae Harrison, 2002

              - Надсемейство †Pliopithecoidea Zapfe, 1961
                - Семейство †Dionysopithecidae Harrison & Gu, 1999
                - Семейство †Pliopithecidae Zapfe, 1961

              - Надсемейство †Proconsuloidea Leakey, 1963
                - Семейство †Proconsulidae Leakey, 1963

              - Надсемейство †Propliopithecoidea Straus, 1961
                - Семейство †Propliopithecidae Straus, 1961

              - Надсемейство †Saadanioidea Zalmout, 2010
                - Семейство †Saadaniidae Zalmout, 2010

              - Надсемейство Cercopithecoidea John E. Gray, 1821
                - Семейство Коткоподобни маймуни (Cercopithecidae) John E. Gray, 1821

              - Надсемейство Човекоподобни маймуни (Hominoidea) John E. Gray, 1825
                - Семейство Гибони (Hylobatidae) John E. Gray, 1870
                - Семейство Човекоподобни (Hominidae) John E. Gray, 1825